# Jakob D’Aprile
Jakob D’Aprile (* 1996 in Berlin) ist ein deutscher Schauspieler, Theaterautor und Theaterregisseur.

## Leben
Jakob D’Aprile sammelte seine ersten Theatererfahrungen in diversen Jugendclubs in Berlin. Von 2014 bis 2016 spielte er regelmäßig beim P14 Jugendtheater, dem Jugendtheaterclub der Volksbühne am Rosa-Luxemburg-Platz.
Von 2016 bis 2020 absolvierte er sein Schauspielstudium am Max-Reinhardt-Seminar in Wien. Während seines Studiums gastierte er am Schauspiel Köln (2019), in der Brotfabrik Berlin (2019) und am Schauspielhaus Wien (2020).
Seit 2019 entwickelt er gemeinsam mit der Regisseurin und Autorin Charlotte Lorenz Stücke und Theaterarbeiten. 2021 trat er unter der Regie von Charlotte Lorenz in der pandemie-bedingten Online-Premiere der Produktion Rebel Clown Misery am Theater Drachengasse in Wien auf. 2022 wirkte er, wieder unter der Regie von Charlotte Lorenz, im Theaterdiscounter Berlin in der Uraufführung des gemeinsamen Stücks Alles in Ordnung mit, das 2023 zum „Performing Arts Festival Berlin“ eingeladen wurde. In der Spielzeit 2023/24 hatte am Theater Aachen das Stück Das Leben ein Clown von Charlotte Lorenz und Jakob D’Aprile seine Uraufführung.
D’Aprile arbeitet auch für Film und Fernsehen. Nach Kurzfilmen und ersten Kinoarbeiten folgten Fernsehrollen in Krimiserien und Fernsehfilmen. Vor der Kamera arbeitete er bisher u. a. unter der Regie von Anatol Schuster, Sherry Hormann, Maria von Heland und Franz Müller.
In der 13. Staffel der Fernsehserie Der Staatsanwalt (2018) spielte er den tatverdächtigen Kfz-Mechaniker Fabian Deinert, den Cousin einer getöteten Studentin. In der 17. Staffel der ZDF-Serie SOKO Köln (2019) hatte er, an der Seite von Valerie Huber, eine dramatische Episodenhauptrolle als drogensüchtiger Bruder Anton Brunner.
Seit der 9. Staffel der Fernsehserie In aller Freundschaft – Die jungen Ärzte (2024) spielt D’Aprile als Ivo Maric, Medizinstudent im praktischen Jahr, eine der Serienhauptrollen. In der 13. Staffel der ZDF-Serie Letzte Spur Berlin (2024) übernahm er eine weitere Episodenrolle als Kanzleipartner einer verschwundenen Rechtsanwältin.
Jakob D’Aprile, der auch als Hörspiel- und Werbesprecher arbeitet, lebt in Berlin.

## Filmografie (Auswahl)
- 2014: So schön wie Du/Like You (Kurzfilm)
- 2017: Júlia ist (Kinofilm)
- 2017: Goldfische mögen kein Gebrüll (Kurzfilm)
- 2018: Der Staatsanwalt: Nachts im Weinberg (Fernsehserie, eine Folge)
- 2018: Vermisst in Berlin (Fernsehfilm)
- 2019: SOKO Köln: Blackout (Fernsehserie, eine Folge)
- 2019: So einfach stirbt man nicht (Kinofilm)
- 2023: Die Tagebücher von Adam und Eva (Kinofilm)
- seit 2024: In aller Freundschaft – Die jungen Ärzte (Fernsehserie, Serienhauptrolle)
- 2024: Letzte Spur Berlin: Rückfall (Fernsehserie, eine Folge)
- 2025: Trapps Sommer (Fernsehfilm)

## Hörspiele (Auswahl)
- 2021: Andreas Meinetsberger: Einfach so (Soldat Karter) – Regie: Andreas Meinetsberger (Original-Hörspiel – WDR)[10]